# وی‌ترانسفر
وی‌ترانسفر (انگلیسی: WeTransfer) شرکت نرم‌افزار هلندی است، که در سال ۲۰۰۹ تأسیس شد.